# روپرت فون ترپ
روپرت فون ترپ (آلمانی: Rupert von Trapp؛ ۱ نوامبر ۱۹۱۱ – ۲۲ فوریهٔ ۱۹۹۲) یک خواننده اهل اتریش بوده است.